# Agnetha Fältskog
Agneta Åse Fältskog (Jönköping, 5 de abril de 1950), conhecida como Agnetha Fältskog e Anna Fältskog, é uma cantora, compositora, musicista e atriz sueca, mais conhecida por ser integrante do grupo sueco de música pop ABBA. Ela atingiu o sucesso solo na Suécia com seu autointitulado álbum, em 1968. Ganhou fama internacional nos anos 1970 como integrante do grupo ABBA, um dos atos musicais mais bem sucedidos da história. Ela é a integrante mais jovem do ABBA, sendo a única que nasceu nos anos 1950.

## Infância
Desde pequena foi estimulada musicalmente por seu pai, Knut Ingvar Fältskog (1922-1994), que a levava para fazer apresentações em parques públicos. Com cinco anos de idade começou a tocar piano, além de fazer sua estreia nos palcos, cantando a canção "Billy Boy" em uma festa. Uma de suas primeiras composições foi a canção "Trollet som hade en boll och träffade ett annat troll" (em português: O troll que tinha uma bola e encontrou outro troll), uma composição romântica com final feliz. Aos sete anos de idade ganhou um piano de presente de seus pais, começando depois a estudar em uma escola de música. Também cantou em corais de igreja. Foi o grande começo.

## Começo da carreira na Suécia
Em 1963, com treze anos de idade, formou um trio chamado The Cambers, juntamente com as amigas de infância Lena Johansson e Elisabeth Strub. O grupo fez diversas turnês pela Suécia e, quando Agnetha começou a se tornar popular, seguiu carreira solo. Aos 15 anos já compunha suas próprias músicas para as apresentações. Seu principal ídolo na época era a cantora americana Connie Francis. Aos quinze anos de idade Agnetha abandonou a escola, para se dedicar somente à carreira de cantora e compositora. Foi quando juntou-se à "Bernt Enghardt's Orchestra". Na época ela trabalhava como telefonista em uma concessionária de automóveis em Jönköping, trabalhando durante o dia e cantando a noite.
Após um ano na banda de Bernt, Agnetha separou-se de seu namorado (Björn Lilja), e isto lhe inspirou a escrever a canção "Jag var så kär". Bernt Enghardt então enviou uma fita com "Jag var så kär" para o famoso cantor sueco Little Gerhard, que tinha um programa no rádio. A música foi tocada no programa. Porém nada aconteceu. Então, Agnetha enviou uma fita para várias gravadoras, e, finalmente, ela conseguiu uma resposta da Cupol.
Seu primeiro single "Jag var så kär" (em português: Eu estou tão apaixonada), foi lançado pela gravadora CBS-Cupol no final de 1967, sem a Bernt Enghardt's Orchestra. Este single chegou ao topo das paradas na Suécia em 28 de janeiro de 1968 e vendeu mais de 80 mil cópias. A canção foi escrita quando Agnetha separou-se de seu namorado, anterior à Dieter Zimmermann.
Em 1968, Agnetha assinou contrato com a gravadora CBS-Cupol e lançou seu primeiro álbum em sueco da carreira. O álbum levava seu nome no título e incluía as canções "Jag var så kär" e "Utan dej mit liv gar vidare", que foram gravadas no mesmo dia. Ainda em 1968, numa das suas turnês, conheceu o músico, compositor e produtor alemão Dieter Zimmermann, sete anos mais velho que ela, por quem se apaixonou. Ficaram noivos, mas não chegaram a se casar. Dieter acabou falecendo em 1978. Agnetha deixou o emprego na concessionária de automóveis em fevereiro de 1968.
Ainda em 1968, Agnetha começou a gravar alguns singles em língua alemã e lançá-los na Alemanha. Tudo supervisionado pelo então namorado Dieter Zimmermann, pois ele viu que ela faria sucesso no mercado alemão. Seu último single em alemão foi lançado em 1972. No total, ela lançou oito singles no mercado alemão, totalizando 16 músicas. Em 1994, um fã clube holandês lançou uma compilação não oficial contendo todos os seus singles em língua alemã.
Em 1969, é lançado seu segundo álbum, "Agnetha Fältskog Vol.2", confirmando a crescente popularidade da cantora. No verão desse ano ela conheceu Björn Ulvaeus, num especial na TV, com quem iniciou um romance e consequentemente, casaram-se.
Em 1970, foi lançado o single "Om Tårar Vore Guld" (em português: Se lágrimas fossem de ouro), que teve alguns problemas em ser divulgado, graças a acusações de plágio contra Agnetha. O compositor dinamarquês Dane Per Hviid acusou-a de ter supostamente copiado uma parte da melodia de uma canção que ele tinha escrito na década de 1950, que nunca foi gravada. O caso arrastou-se até 1977, quando um acordo foi firmado e Fältskog pagou os tais devidos valores ao compositor. Agnetha então lançou seu terceiro álbum em sueco, intitulado "Som Jag Är" (em português: Como eu sou). Ela passava a maior parte do tempo empenhada nas apresentações como integrante da banda que mais tarde denominariam ABBA, que tinha como integrantes Björn Ulvaeus e mais dois amigos, o casal Benny e Frida.
Em 6 de julho de 1971, Agnetha e Björn casaram-se em Västra Götaland, um condado da Suécia. No mesmo ano, ela lançou seu quarto álbum intitulado "När En Vacker Tanke Blir En Sång" (em português: Quando um belo pensamento torna-se uma canção), que foi produzido por Björn Ulvaeus e que foi um sucesso.
Em 1972, Agnetha interpretou Maria Madalena na produção sueca do aclamado musical Jesus Christ Superstar. O single "I Don't Know How To Love Him" (em português: Eu não sei como amá-lo), que está no musical (porém em versão diferente no single) tocou nas rádios suecas por vários meses.

## Sucesso com ABBA

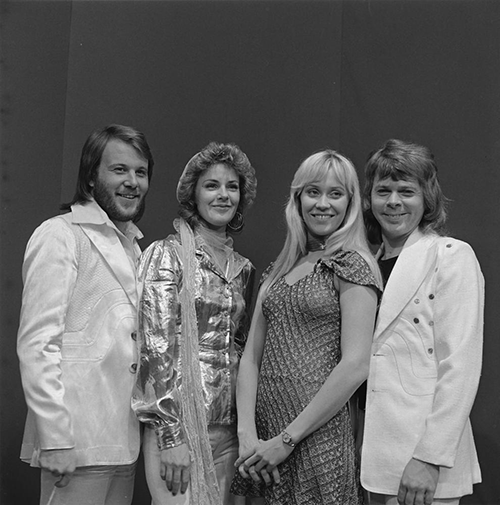
ABBA na TV alemã, 1974

Em 10 de fevereiro de 1973, o ABBA (ainda sendo chamado "Agnetha, Anni-Frid, Björn & Benny") fica em 3º lugar no Melodifestivalen (pré-selecção sueca para o Festival Eurovisão da Canção), ou seja, não obteve classificação. A música apresentada na pré-selecção foi "Ring Ring", uma das primeiras composições da banda em inglês. Um ano depois, em 1974, o ABBA vence o Melodifestivalen, agora com a canção "Waterloo", classificando-se assim para o Festival Eurovisão da Canção de 1974, e consequentemente sendo vitorioso também neste festival.
Em 23 de fevereiro de 1973, nasce Elin Linda Ulvaeus, primeira filha de Björn e Agnetha. Ainda nesse ano, a gravadora Cupol lançou o disco "Agnetha Fältskogs Bästa", uma coletânea com os melhores singles dos últimos quatro álbuns da cantora.
Em 1974, o ABBA, já com fama mundial ao ganhar o Festival Eurovisão da Canção de 1974, com a canção "Waterloo", lança seu segundo LP (o primeiro foi "Ring Ring", de 1973), também chamado "Waterloo". O álbum fez um sucesso gigantesco, alcançando o 1º lugar em seis países e garantindo a 6ª posição da Billboard.
Em 1975, Agnetha se dividia entre as gravações do terceiro álbum do grupo e o lançamento de seu sexto e último álbum em sueco, intitulado "Elva Kvinnor I Ett Hus" (em português: Onze mulheres em uma casa), que vendeu mais de 50 mil cópias. Em abril, o grupo lançou seu terceiro álbum, autointitulado "ABBA", que vendeu milhões de cópias pelo mundo e em setembro o grupo sai numa turnê de duas semanas pelos Estados Unidos. Sua filha na época, tinha dois anos de idade e Agnetha se mostrava muito preocupada com o impacto das viagens sobre Linda.

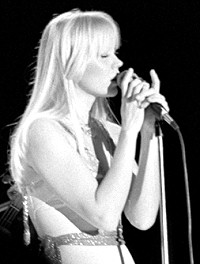
Agnetha Fältskog, Ekeberghallen, Oslo, 1977.

Em 4 de dezembro de 1977, nasce em Estocolmo, o segundo filho do casal, Peter Christian Ulvaeus.
Em 1978, o grupo parou a turnê para que Agnetha pudesse cuidar de seu novo bebê. No final desse ano, ela e Björn resolvem se divorciar, mas concordaram em permanecer com o grupo.
Em 1979, o grupo embarca em uma grande turnê mundial, a excitação do público a deixava incomodada, já que ela tinha um certo medo de multidões. Nesse mesmo ano, a imprensa anuncia o divórcio de Agnetha Fältskog e Björn Ulvaeus. Também é lançada a coletânea "Tio år med Agnetha" (em português: 10 anos com Agnetha).
Em 1981 é gravado e lançado o disco natalino "Nu tändas tusen juleljus" (em português: Agora as luz mil luzes de Natal), com sua filha Linda Ulvaeus então com nove anos. Fältskog participou como compositora no Melodifestivalen 1981, quando ela e a letrista sueca Ingela Forsman escreveram em parceria a canção "Men natten är vår" (em inglês: "But the night is our"; em português: Mas a noite é nossa), canção esta interpretada no festival pela cantora sueca Kicki Moberg.
Em 1982, com os romances partidos no grupo ABBA, já que Benny e Frida também se divorciaram, o grupo resolve não gravar mais sob o nome ABBA. Na verdade, o grupo nunca anunciou oficialmente o fim. Já em carreira solo, Fältskog gravou um dueto com o cantor sueco Tomas Ledin, chamado "Never Again", ainda em 1982. A canção saiu em single na época e foi incluída na re-edição de seu primeiro disco solo como bônus, em 2005. Também apareceu em disco solo de Thomas.

## Pós-ABBA
Em 1983, Agnetha lança seu primeiro álbum em inglês, chamado "Wrap Your Arms Around Me", que vendeu, apenas na Suécia, 320 mil cópias. Este disco foi produzido pelo produtor australiano Mike Chapman. Também foi seu primeiro disco lançado após sua separação do ABBA. Ela também apareceu num filme sueco chamado 'Raskenstam', ainda em 1983, e cantou no mesmo ano a música "It's So Nice to Be Rich" (em português: É tão bom ser rico) como música-tema de um outro filme chamado 'P&B'.
Em 1985 ela lança seu segundo álbum em inglês, chamado "Eyes Of A Woman" (em português: Olhos de uma mulher), produzido por Eric Stewart, ex-10cc. Este álbum, apesar de obter menor êxito no exterior, foi um tremendo sucesso na Suécia.
Em 1986 a Cupol lançou uma compilação de seus álbuns solo intitulada "Sjung Denna Sång". Também gravou um outro dueto, agora com o cantor sueco Ola Håkansson, (a canção "The Way You Are" em 1986) que tornou-se sucesso na Suécia e Brasil.
No ano de 1987, Agnetha lançou um álbum infantil com seu filho Christian Ulvaeus, então com dez anos, chamado "Kom Folj Med I Vår Karusell" (em português: Venha juntar-se a nós em nosso carrosel) e seu terceiro álbum em inglês, "I Stand Alone" produzido pelo cantor e produtor americano Peter Cetera (ex-Chicago). O álbum vendeu 170 mil cópias e foi o último lançado por ela antes de uma longa pausa, que durou até 2004. Neste disco há um dueto com ela e Peter Cetera, chamado "I Was not The One (Who Said Goodbye)".
Em 1990 Agnetha casou-se pela segunda vez, agora com o cirurgião Tomas Sonnenfeld, porém divorciaram-se 3 anos depois.
Agnetha se afasta de vez da mídia e da vida pública. Dizia não escutar mais música, muito menos as do ABBA, sendo até comparada com a atriz Greta Garbo, pois as pessoas raramente a viam. Foram anos de reclusão da vida pública.
Em 1997, ela iniciou um relacionamento com um motorista holandês chamado Gert van der Graaf. Gert era um fã obcecado por Fältskog e era 16 anos mais novo que ela. Ele ficou obcecado por Fältskog desde sua primeira aparição com o ABBA, no Festival Eurovisão da Canção de 1974. Quando ela terminou o relacionamento com ele, após dois anos, van der Graaf começou a perseguir e assediar a cantora. Fältskog então entrou com um boletim de ocorrência e van der Graaf foi condenado a ordens judiciais e a deportação.
Após este incidente, ela aceitou gravar, em 1999, uma pequena entrevista, e algumas imagens dela caminhando por Estocolmo, para o documentário The Winner Takes It all - A História do ABBA.

## Anos recentes
Em 2004 surpreendeu a seus fãs, ao anunciar que estava gravando e produzindo um novo álbum de estúdio, chamado "My Colouring Book", produzido por Agnetha, Anders Neglin e Dan Strömkvist. Este disco chegou ao topo das paradas na Suécia e deu a Agnetha um disco de platina. A maioria das canções que compõe o disco são covers da década de 1960.

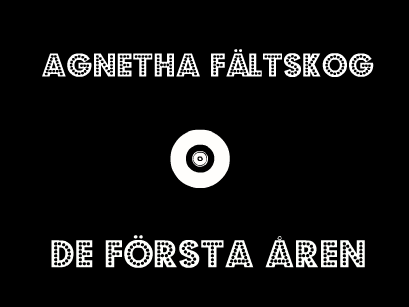
Box "De Första Åren - The early years Agnetha Fältskog 1967 - 1979"

Também em 2004, foi lançado um box contendo os seus cinco primeiros álbuns em sueco, lançados entre 1968 e 1975, além de um CD bônus, totalizando 6 discos.
Ela concedeu algumas entrevistas e disse que sentiu vontade de cantar de novo, e também após várias cartas de fãs que ela recebeu ao longo dos anos dizendo que sentiam falta da voz dela, também a motivaram muito. O álbum foi lançado em 2004, com músicas que Agnetha escolheu, que eram especiais para ela. A maioria destas canções foram hits nos anos 50 e 60. Agnetha disse que não sabia se aquele era o adeus definitivo à música ou se um dia ela voltaria a cantar novamente.
Em 2005, Agnetha e os outros 3 integrantes do ABBA compareceram à première do musical Mamma Mia!, em Estocolmo, porém todos entraram separadamente. Não houve nenhuma foto dos 4 juntos, e diferente dos outros, Agnetha não quis dar entrevistas naquela noite. Também neste mesmo ano, são relançados seus dois primeiros álbuns em inglês, "Wrap Your Arms Around Me" de 1983 e "Eyes Of A Woman", de 1985, ambos com faixas-bônus e remasterizadas.

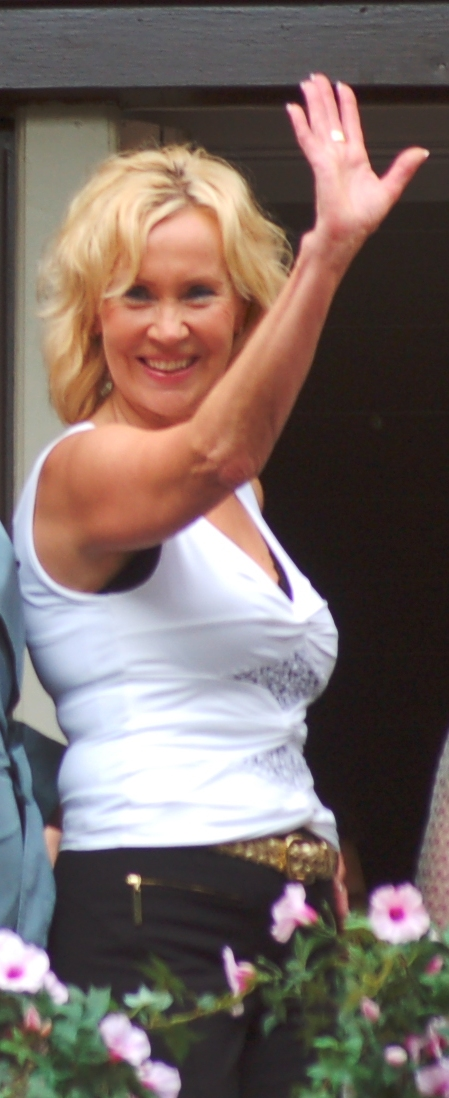
Agnetha na estreia do musical 'Mamma Mia', em Estocolmo, Suécia, dia 4 de julho de 2008. Na ocasião, estavam presentes os 4 integrantes do ABBA.

Em 2008, foi lançado o filme do musical Mamma Mia!, na première em Estocolmo. Novamente os 4 membros do ABBA estavam presentes, e dessa vez Agnetha apareceu de mãos dadas com Frida, e até "dançou" de roda, com Frida e Meryl Streep, protagonista do musical cinematográfico.
Em janeiro de 2009, novamente Agnetha aparece publicamente, dessa vez com Frida na premiação Rockbjörnen na Suécia, elas foram juntas receber um prêmio destinado ao ABBA. Agnetha deu entrevista junto a Frida na premiação, e até "brincaram" que estariam gravando um CD duplo as duas juntas.
Em dezembro de 2010, Agnetha deu uma entrevista e posou para uma revista de moda sueca, chamada 'M Magasin'. Ela falou sobre seu cotidiano, sobre como cuida de seu corpo, e de como seria muito bom se ela e os outros integrantes do ABBA se reunissem para um evento beneficente, além de posar em fotos com vestidos produzidos por Lolo Murray.
Em julho de 2011, Agnetha compareceu à festa de aniversário de 50 anos do diretor sueco Magnus Skogsberg, onde a mesma foi fotografada ao lado de Anders Öhrman, pelo fotógrafo Peter Knutson.
Em 13 janeiro de 2012, Agnetha compareceu ao 'ELLE Galan 2012', no Grand Hotel, em Estocolmo, Suécia, para receber o Prêmio de Lenda da Moda ELLE.
Em 4 de outubro de 2012, a página oficial da cantora no Facebook e seu representante Staffan Linde confirmaram a informação do retorno de Agnetha, que está trabalhando em seu novo disco, após 8 anos sem lançar um álbum de estúdio (desde "My Colouring Book", de 2004) com apoio do compositor Jörgen Elofsson, que já trabalhou com outras cantoras de peso como Celine Dion e Britney Spears.
Em 10 de março de 2013, via Facebook, Agnetha Faltskog publica a capa oficial de seu álbum simplesmente intitulado "A". Também na mesma data é disponibilizado à venda o single digital do mesmo "When You Really Loved Someone" via iTunes, bem como a pré-venda do álbum "A" que contém 10 faixas. O single e a pré-venda do álbum também estariam disponíveis um dia depois na Amazon Store.
No dia 10 de maio de 2013 (13 de maio no Reino Unido, 14 de maio na América do Norte), Agnetha lança seu novo álbum de estúdio chamado "A", produzido por Jörgen Elofsson e Peter Nordahl. No Reino Unido, o primeiro single "When You Really Loved Someone" já havia sido lançado para download digital em 11 de março, juntamente com um vídeo. O álbum inclui um dueto com Gary Barlow do grupo britânico Take That, chamado  "I Should've Followed You Home". Um especial de TV produzido pela BBC ajudou o álbum a alcançar o 6º lugar nas paradas britânicas. O álbum esteve no Top 10 na Suécia, Noruega, Dinamarca, Alemanha, Suíça, Reino Unido, Bélgica, Áustria, Austrália e no Top 20 na Finlândia, Holanda e Irlanda. O primeiro single do álbum a ser lançado nos EUA foi "Dance Your Pain Away", lançado em 28 de maio de 2013. Esta mesma canção foi lançada internacionalmente como single em 15 de julho de 2013. O álbum tornou-se o 98º álbum mais vendido de 2013 no Reino Unido (97.900 cópias) e o 67º álbum mais vendido de 2013 na Austrália. "A" ganhou 4 discos de ouro, um em cada país: Reino Unido, Austrália, Suécia e Alemanha.
Agnetha Fältskog e os outros integrantes do ABBA apareceram juntos em uma festa temática, em Estocolmo, na quarta-feira (20 de janeiro de 2016), em razão da abertura de um restaurante com o nome de um grande sucesso do grupo, "Mamma Mia! The Party".
No mesmo ano de 2016, dia 5 de junho, Agnetha novamente aparece com o ABBA desta vez para cantar ao vivo ao lado de Frida a canção 'The Way Old Friends Do' no salão de eventos do hotel Berns salonger em Estocolmo, para convidados particulares. Até então os integrantes não performavam juntos no palco há mais de 30 anos.
Em 2 setembro de 2021 o ABBA surpreendeu o mundo numa coletiva global em formato de live ao anunciar a residência de shows em avatares "ABBA Voyage", situada no Queen Elisabeth Olympic Park em Londres, além do novo álbum de estúdio Voyage, o primeiro álbum em 40 anos, gravado entre 2017 e 2021. Contendo dez novas músicas, inclui as músicas "I Still Have Faith In You" e "Don't Shut Me Down", apresentadas na livestream e lançadas como single duplo. O álbum foi lançado mundialmente em 5 de novembro de 2021.
As mídias sociais oficiais de Agnetha foram atualizadas em 23 de agosto de 2023, sugerindo um novo álbum/single chamado "Where Do We Go From Here?". A nova música foi lançada em 31 de agosto de 2023, e teve sua estreia na rádio no programa Breakfast de Zoe Ball na BBC Radio 2. Seu álbum de remixes chamado A+, lançado em 13 de outubro de 2023, também foi anunciado.
Atualmente, Agnetha vive na ilha de Helgö, no município de Ekerö, no condado de Estocolmo, em sua fazenda, junto de sua filha, Linda Ulvaeus, seu genro e três netos.

## Discografia
| Álbuns Solo em Sueco - 1968: Agnetha Fältskog - 1969: Agnetha Fältskog Vol. 2 - 1970: Som Jag Är - 1971: När En Vacker Tanke Blir En Sång - 1975: Elva Kvinnor I Ett Hus - 1980: Nu Tändas Tusen Juleljus (álbum infantil de natal, gravado com sua filha Linda) - 1987: Kom Följ Med I Vår Karusell (álbum infantil, com seu filho Christian) | Singles em Sueco - 1967: "Jag var så kär" / ""Följ med mej" - 1968: "Slutet gott, allting gott" / "Utan dej" - 1968: "En sommar med dej" / "Försonade" - 1968: "Den jag väntat på" / "Allting har förändrat sig" - 1969: "Sjung denna sång" / "Någonting händer med mig" - 1969: "Snövit och de sju dvärgarna" / "Min farbror Jonathan" - 1969: "Fram för svenska sommaren" / "En gång fanns bara vi två" - 1969: "Tag min hand låt oss bli vänner" / "Hjärtats kronprins" - 1969: "Zigenarvän" / "Som en vind kom du till mig" - 1970: "Om tårar vore guld" / "Litet solskensbarn" - 1970: "Som ett eko" / "Ta det bara med ro" - 1970: "En sång och en saga" / "Jag skall göra allt" - 1971: "Kungens vaktparad" / "Jag vill att du skall bli lycklig" - 1971: "Många gånger än" / "Han lämnar mig för att komma till dig" - 1971: "Nya ord" / "Dröm är dröm och saga saga" - 1972: "Vart ska min kärlek föra" / "Nu ska du bli stilla" - 1972: "Tio mil kvar till Korpilombolo" / "Så glad som dina ögon" - 1973: "Vi har hunnit fram till refrängen" / "En sång om sorg och glädje" - 1975: "Dom har glömt" / "Gulleplutt" - 1975: "SOS" / "Visa i åttonde månaden" - 1979: "När du tar mig i din famn" / "Jag var så kär" - 1987: "Karusellvisan (com Christian Ulvaeus)" / "Liten och trött (com Christian Ulvaeus)" - 1987: "På söndag (com Christian Ulvaeus)" / "Mitt namn är blom (com Christian Ulvaeus)" |

| Álbuns Solo em Inglês (pós-ABBA) - 1983: Wrap Your Arms Around Me (Produzido por Mike Chapman) - 1985: Eyes of a Woman (Produzido por Eric Stewart) - 1987: I Stand Alone (Produzido por Peter Cetera e Bruce Gaitsch) - 2004: My Colouring Book (Produzido por Agnetha Fältskog, Anders Neglin e Dan Strömkvist) - 2013: A (Produzido por Jörgen Elofsson e Peter Nordahl) | Singles em Inglês - 1974: "Golliwog" - 1982: "Never Again" (Dueto com Tomas Ledin) - 1983: "The Heat Is On" - 1983: "Wrap Your Arms Around Me" - 1983: "Can't Shake Loose" - 1984: "It's So Nice To Be Rich" - 1985: "I Won't Let You Go" - 1985: "One Way Love" - 1985: "Just One Heart" - 1985: "The Angels Cry" - 1986: "The Way You Are" (Dueto com Ola Håkansson) - 1988: "The Last Time" - 1988: "I Wasn't the One (Who Said Goodbye)" (Dueto com Peter Cetera) - 1988: "Let It Shine" - 1998: "The Queen Of Hearts" (Suécia apenas) - 2004: "If I Thought You'd Ever Change Your Mind" - 2004: "When You Walk in the Room" - 2013: "When You Really Loved Someone" - 2013: "The One Who Loves You Now" (Alemanha apenas) - 2013: "Dance Your Pain Away" - 2013: "I Should've Followed You Home" |

| Singles em Alemão - 1968 "Robinson Crusoe (b-side: Sonny Boy)" - 1968 "Señor Gonzales (b-side: Mein schönster Tag)" - 1969 "Concerto d'amore (b-side: Wie der Wind)" - 1969 "Wer schreibt heut' noch Liebesbriefe (b-side: Das Fest der Pompadour)" - 1970 "Fragezeichen mag ich nicht (b-side: Wie der nächste Autobus)" - 1970 "Ein kleiner Mann in einer Flasche (b-side: Ich suchte Liebe bei dir)" - 1972 "Geh' mit Gott (b-side: Tausend Wunder)" - 1972 "Komm' doch zu mir (b-side: Ich denk' an dich)" | Compilações - 1973: Agnetha Fältskogs Bästa - 1974: Agnetha - 1979: Tio År Med Agnetha - 1985: Teamtoppen 1 - 1986: Sjung Denna Sång - 1986: Agnetha Collection - 1994: Geh' Mit Gott (Bootleg com seus singles em alemão) - 1994: Agnetha & Frida: The Voice of ABBA - 1996: My Love, My Life - 1998: Svensktoppar - 1998: That's Me - The Greatest Hits - 2004: De Första Åren - Agnetha Fältskog 1967-1979 (Box com os 5 primeiros discos em sueco e mais um CD bônus) - 2008: Original Album Classics - 2008: My Very Best (CD duplo) | Com ABBA - 1973: Ring Ring - 1974: Waterloo - 1975: ABBA - 1976: Arrival - 1977: The Album - 1979: Voulez-Vous - 1980: Super Trouper - 1981: The Visitors |